# المشاف (أسلم)

تعديل مصدري - تعديل

المشاف هي إحدى قرى عزلة أسلم الشام بمديرية أسلم التابعة لمحافظة حجة، بلغ تعداد سكانها 220 نسمة حسب تعداد اليمن لعام 2004.